# Leptomantispa pulchella
Leptomantispa pulchella là một loài côn trùng trong họ Mantispidae thuộc bộ Neuroptera. Loài này được Banks miêu tả năm 1912.